# Diocesi di San Juan de la Maguana
La diocesi di San Juan de la Maguana (in latino: Dioecesis Sancti Ioannis Maguanensis) è una sede della Chiesa cattolica nella Repubblica Dominicana suffraganea dell'arcidiocesi di Santo Domingo. Nel 2022 contava 524.120 battezzati su 528.200 abitanti. È retta dal vescovo Tomás Alejo Concepción.

## Territorio
La diocesi comprende le province dominicane di Azua, Elías Piña e San Juan.
Sede vescovile è la città di San Juan de la Maguana, dove si trova la cattedrale di San Giovanni Battista.
Il territorio è suddiviso in 39 parrocchie.

## Storia
La prelatura territoriale di San Juan de la Maguana fu eretta il 25 settembre 1953 con la bolla Si magna et excelsa di papa Pio XII, ricavandone il territorio dall'arcidiocesi di Santo Domingo.
Il 19 novembre 1969 è stata elevata a diocesi con la bolla Summopere laetantes di papa Paolo VI.
Il 24 aprile 1976 ha ceduto una porzione del suo territorio a vantaggio dell'erezione della diocesi di Barahona.

## Cronotassi dei vescovi
Si omettono i periodi di sede vacante non superiori ai 2 anni o non storicamente accertati.
- Sede vacante (1953-1956)

- Tomás Francisco Reilly, C.SS.R. † (22 luglio 1956 - 20 luglio 1977 dimesso)
- Ronald Gerard Connors, C.SS.R. † (20 luglio 1977 succeduto - 20 febbraio 1991 ritirato)
- José Dolores Grullón Estrella (20 febbraio 1991 - 7 novembre 2020 ritirato)
- Tomás Alejo Concepción, dal 7 novembre 2020

## Statistiche
La diocesi nel 2022 su una popolazione di 528.200 persone contava 524.120 battezzati, corrispondenti al 99,2% del totale.
| anno | popolazione | popolazione | popolazione | presbiteri | presbiteri | presbiteri | presbiteri                | diaconi | religiosi | religiosi | parrocchie |
| anno | battezzati  | totale      | %           | numero     | secolari   | regolari   | battezzati per presbitero | diaconi | uomini    | donne     | parrocchie |
| ---- | ----------- | ----------- | ----------- | ---------- | ---------- | ---------- | ------------------------- | ------- | --------- | --------- | ---------- |
| 1965 | 530.000     | 550.000     | 96,4        | 43         | 12         | 31         | 12.325                    |         | 31        | 51        | 16         |
| 1970 | 545.000     | 570.000     | 95,6        | 38         | 12         | 26         | 14.342                    |         | 29        | 51        | 19         |
| 1976 | 651.000     | 704.000     | 92,5        | 39         | 6          | 33         | 16.692                    |         | 38        | 70        | 22         |
| 1980 | 391.000     | 434.000     | 90,1        | 18         | 5          | 13         | 21.722                    |         | 19        | 34        | 8          |
| 1990 | 420.000     | 465.000     | 90,3        | 22         | 9          | 13         | 19.090                    |         | 14        | 57        | 14         |
| 1999 | 516.000     | 548.000     | 94,2        | 24         | 13         | 11         | 21.500                    |         | 11        | 82        | 25         |
| 2000 | 524.000     | 557.000     | 94,1        | 29         | 13         | 16         | 18.068                    |         | 17        | 80        | 26         |
| 2001 | 450.000     | 500.000     | 90,0        | 36         | 20         | 16         | 12.500                    |         | 17        | 88        | 29         |
| 2002 | 450.000     | 500.000     | 90,0        | 32         | 18         | 14         | 14.062                    | 3       | 15        | 87        | 29         |
| 2003 | 450.000     | 500.000     | 90,0        | 30         | 16         | 14         | 15.000                    | 5       | 17        | 87        | 29         |
| 2004 | 450.000     | 550.000     | 81,8        | 30         | 18         | 12         | 15.000                    | 4       | 13        | 84        | 29         |
| 2014 | 572.000     | 626.000     | 91,4        | 33         | 28         | 5          | 17.333                    | 9       | 5         | 81        | 35         |
| 2017 | 515.830     | 519.600     | 99,3        | 32         | 27         | 5          | 16.119                    | 18      | 5         | 66        | 35         |
| 2020 | 513.800     | 517.600     | 99,3        | 31         | 25         | 6          | 16.574                    | 26      | 8         | 65        | 35         |
| 2022 | 524.120     | 528.200     | 99,2        | 42         | 28         | 14         | 12.479                    | 29      | 16        | 49        | 39         |